# Сан-Карлос (Чилі)
Сан-Карлос (ісп. San Carlos) — місто в Чилі. Адміністративний центр однойменної комуни. Населення — 29 359 осіб (2002). Місто і комуна входить до складу провінції Пунілья і регіону Ньюбле.
Територія комуни — 874 км². Чисельність населення - 51 176 мешканців (2007). Щільність населення - 58,55 чол./км².

## Розташування
Місто розташоване за 24 км північно схід адміністративного центру провінції міста Чильян.
Комуна межує:
- на півночі - з комуною Каукенес
- на північному сході — з комуною Ньїкен
- на сході — з комуною Сан-Фабіан
- на півдні - з комунами Чильян, Койуеко
- на південному заході — з комуною Сан-Ніколас
- на заході — з комуною Нінуе

## Відомі люди
Народились
- Віолета Парра — (1917—1967) — чилійська співачка, поетеса, художниця та фольклористка